# Sean McDermott (basket-ball)
Pour les articles homonymes, voir Sean McDermott.
Sean McDermott, né le 3 novembre 1996 à Anderson dans l'Indiana, est un joueur américain de basket-ball évoluant aux postes d'arrière et ailier.

## Biographie
Entre 2016 et 2020, il joue quatre saisons en université avec les Bulldogs de Butler.
Le 19 novembre 2020, il signe un contrat two-way de deux saisons avec les Grizzlies de Memphis. McDermott est licencié le 25 août 2021.